# Вязьма
Вя́зьма — город в Смоленской области России. Административный центр Вяземского района. Образует Вяземское городское поселение. Город воинской славы (2009).
Население — 49 932 чел. (2025). Город расположен на реке Вязьме в 175 км от Смоленска и в 212 км от Москвы, на Вяземской возвышенности, в районе, где река резко меняет направление своего течения с южного на северо-западное. Узловая железнодорожная станция Вязьма на линиях Москва — Брест и Торжок — Брянск. Город расположен на Старой Смоленской дороге, издавна соединявшей Москву с европейскими государствами.
День рождения города традиционно отмечается в День Святой Троицы.

## Происхождение названия
Согласно Максу Фасмеру, название происходит от названия реки, которое, в свою очередь, производно от вя́зкий, то есть «река Вязьма» — «илистая река». Фасмер отрицал предложенную Добровольским финскую этимологию от этнонима Vepsä, весь, поскольку эта народность никогда не проживала на Смоленщине.

## История
Впервые в письменных источниках Вязьма упоминается в 1239 году — тогда город был отдан в удел Андрею Владимировичу Долгой Руке, сыну великого князя Киевского Владимира Рюриковича. При этом Вяземское удельное княжество уже являлось составной частью Смоленского Великого княжества. На протяжении всей своей истории Вязьма являлась укреплённым городом, крепостные сооружения укреплялись и расширялись по мере роста города.
На Соборной горе в Вязьме обнаружено кладбище, которое существовало во второй половине XIV — начале XV веков.
В 1403 году Вязьма в числе удельных городов Смоленской земли была захвачена Великим княжеством Литовским. Но уже в 1493 году в период Русско-литовской войны 1487—1494 отошла к Русскому государству.
В период существования Ганзейского союза Вязьма была торговым пунктом, куда свозились товары из Тверского и Суздальского княжеств по ещё судоходной реке Вязьме. В XVII веке с Вязьмой или через неё вели торговлю 44 города. Из промыслов в городе было развито кожевенное производство.
Во времена Ивана Грозного Вязьма была приписана к опричнине (1565). Иван Грозный посещал город в 1563 и 1566 годах и присутствовал на богослужении в соборной церкви.
В Смутное время в окрестностях Вязьмы происходили крестьянские волнения, после вторжения польских войск город неоднократно переходил из рук в руки. В 1612 году Вязьма направила в ополчение князя Пожарского свой отряд. После окончания войны город отошёл к Русскому царству, здесь происходил обмен пленными между сторонами. Тем не менее продолжались набеги поляков на Вязьму, и в 1630-х царь Михаил Фёдорович приказал возвести в городе новые укрепления. К 1632 году была создана каменная крепость при шести башнях на месте прежних деревянных сооружений — Большой нижний город.
С 21 октября 1654 года по 10 февраля 1655 года Вязьма временно стала резиденцией российского правительства: возвращаясь из Смоленска с войском, царь Алексей Михайлович из-за разразившейся в Москве эпидемии чумы вынужден был остановиться в Вязьме. Сюда прибыли патриарх Никон и вся царская семья. В городе был построен деревянный дворец. Воеводой в 1655 году был назначен князь Михаил Иванович Львов по прозванию Большой.
В ноябре 1779 года императрица Екатерина Вторая утвердила генеральный план развития города, а в 1780 г. городу был присвоен герб.

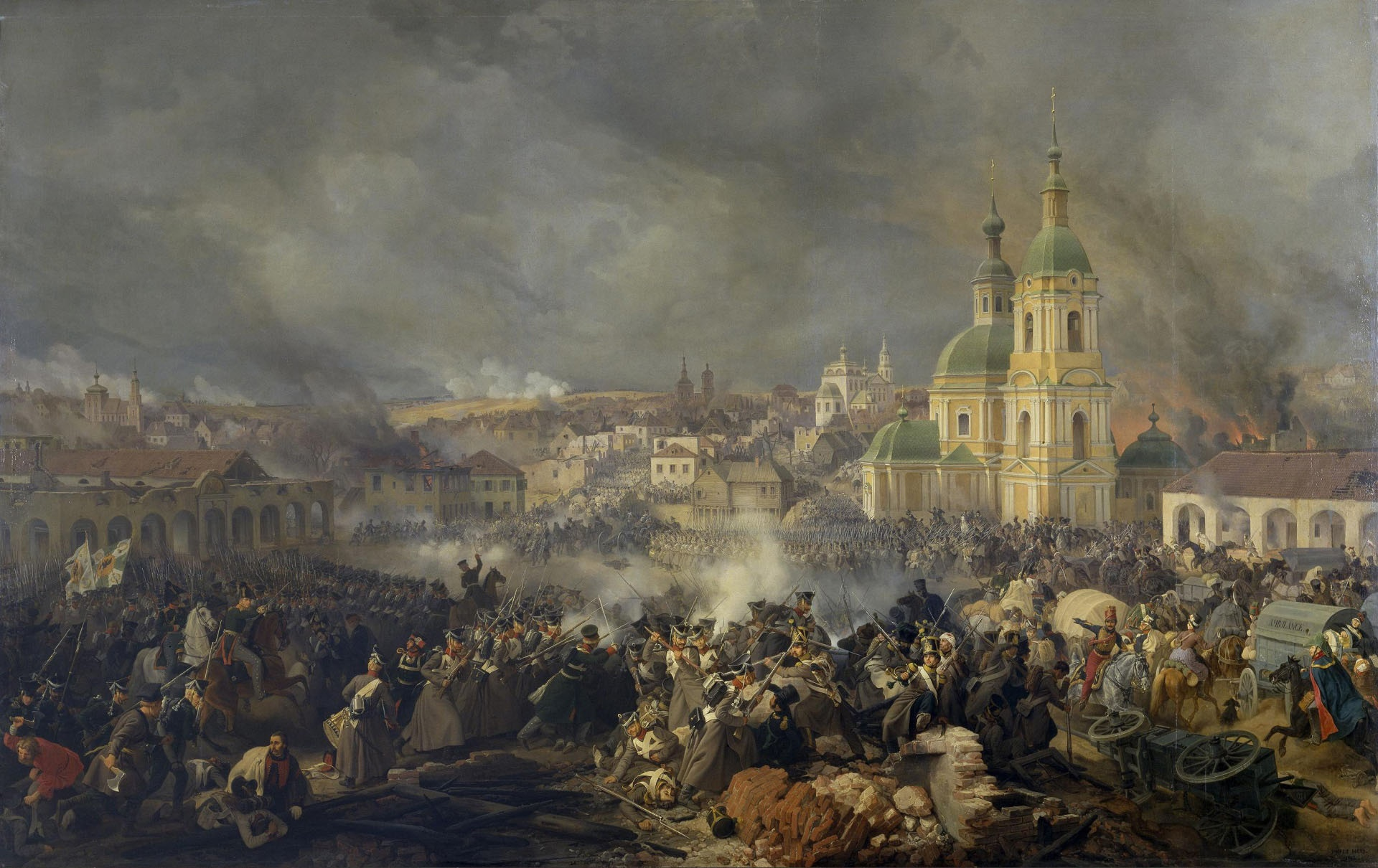
Петер фон Гесс. Бой под Вязьмой 22 октября 1812 г.

В Отечественную войну 1812 года в августе у города проходили бои во время отступления русской армии. Вязьма была сдана без боя и подожжена жителями. Около Вязьмы русские войска 22 октября (3 ноября) 1812 года нанесли поражение отступавшей наполеоновской армии. В честь этого события в городе сооружены два памятника. Особо отличился пехотный Перновский полк, первым ворвавшийся в город.
К середине XIX века Вязьма становится крупным торговым центром. В 1850 году в Вязьме действовали 8 пряничных фабрик, из которых наиболее известными были фабрики, принадлежавшие купцам Ечеистовым, Кустаревым и Сабельниковым. Лучшими пряниками, заслужившими мировую известность и составившими славу Вязьме, считались пряники, выпекавшиеся на фабрике Сабельниковых.
30 августа 1869 года в Вязьме была открыта Александровская мужская классическая гимназия, основанная на средства Смоленского губернского земства. Это было первое земское образовательное учреждение в стране и второе по счёту среднее учебное заведение в Смоленской губернии.
Летом 1918 года в Свято-Духовском монастыре коммунистами был арестован и под эскортом красногвардейцев доставлен в местный революционный комитет епископ Вяземский Макарий (Гневушев), имевший большой авторитет у местных жителей. Он был подвергнут издевательствам и побоям; осенью чекисты перевезли его в Смоленск, где расстреляли.
Осенью 1941 года в ходе операции «Тайфун» под Вязьмой во вражеское окружение попало множество соединений Красной армии: 37 дивизий, 9 танковых бригад, 31 артиллерийский полк РГК и полевые управления четырёх армий, общим числом до 600 000 человек, в том числе 10 дивизий добровольцев-ополченцев из Москвы в возрасте от 16 до 60 лет. Из 15 тыс. ополченцев столичной 7-й Бауманской дивизии народного ополчения около 14 тыс. погибли под Вязьмой. Всего в октябре 1941 года в боях под Вязьмой погибло около 400 000 советских граждан. В ходе прорыва из окружения вышли 85 000, однако в плен попали около 688 000 советских солдат и офицеров.
7 октября 1941 года город был оккупирован немецкими войсками.
12 марта 1943 года войсками Западного Фронта в ходе Ржевско-Вяземской операции город был освобождён силами 5-й и 33-й армий. В ходе боёв город был практически полностью разрушен, каменные и кирпичные здания взорваны, деревянные — сожжены.
В 2009 году городу было присвоено звание «Город воинской славы»

### Немецкие лагеря смерти
В Вязьме существовали как минимум два немецких лагеря для военнопленных и мирного населения СССР — Дулаг № 184 и Дулаг № 230.
Пересыльный лагерь (Дулаг № 184) был создан в октябре 1941 года и просуществовал до марта 1943 года, когда город был освобождён советскими войсками. В лагере содержались попавшие в плен советские воины. Пленных зачастую не кормили и не давали воды. Зимой 1941—1942 годов смертность в лагере составляла до 300 человек в день. По данным СМЕРШ, в списках погибших от ран на территории лагеря — 5500 человек. На территории — 40 (по другим данным — 45) рвов, по площади равным примерно четырём футбольным полям, в которых захоронено, по разным данным, от 70 до 80 тыс. человек. По состоянию на 2009 год, на захоронениях располагаются огороды, гаражи местных жителей, машиностроительное предприятие и Вяземский мясокомбинат, в здании которого лагерь размещался.
В другой пересыльной тюрьме в Вязьме (Дулаг № 230) в октябре 1941 года в ходе проверки, проведённой офицером абвера, было обнаружено 200 евреев и 50—60 политруков, через несколько дней там же было выявлено ещё 40 евреев и 6—8 политруков. Все они были расстреляны. В декабре в лагере военнопленных в Вязьме выявлено и расстреляно 117 евреев.
По воспоминаниям находившегося тогда в немецком плену будущего советского историка М. М. Шейнмана:
В начале октября 1941 года, под Вязьмой, часть, в которой я служил, оказалась в окружении. Мы сразу же очутились в тылу у немцев. 12 октября во время атаки я был ранен в ногу. С ноября 1941 года по 12 февраля 1942 года я находился в Вяземском «госпитале» для военнопленных. Люди помещались в полуразрушенных зданиях без крыш, окон и дверей. Часто многие из тех, кто ложился спать, уже не просыпались — они замерзали. В Вязьме истощённых, оборванных, еле плетущихся людей — советских военнопленных — немцы гоняли на непосильно тяжёлые работы. В «госпиталь» попадали немногие — большинство гибло в лагере.

В Вязьме госпиталь помещался в полуразрушенных, брошенных жителями домиках, на окраинах города и в развалинах корпусов маслозавода. В домиках всегда было холодно и темно. Раненые валялись на голом полу. Даже соломы не было для подстилки. Только к концу моего пребывания в Вязьме в домиках были сооружены нары, но и на них больные лежали без соломы, на голых досках. Медикаментов не было. Вшивость в госпитале была невероятная. Бани за три с половиной месяца моего пребывания в Вязьме не было ни разу.
Кроме того, с октября 1941 по середину января 1942 года в оккупированной Вязьме размещался штаб и ряд подразделений немецкой айнзатцкоманды, которая при содействии полевых частей вермахта занималась непрерывным истреблением евреев, советского актива и иных категорий лиц мирного населения. В самой Вязьме по отчётам этой команды ею истреблялось несколько сотен человек ежемесячно, а выезды на карательные акции охватывали вообще территории нескольких оккупированных областей.
В честь защитников Отечества за чертой города, на трассе Москва — Минск установлен мемориальный комплекс. В 2009 году в окрестностях Вязьмы, где в 1941 году проходили бои, открыт мемориал «Богородицкое поле». Захоронения, где покоятся десятки тысяч погибших в лагере смерти, на территории действующего мясокомбината, отмечены часовней в память о погибших военнопленных.

## Награды

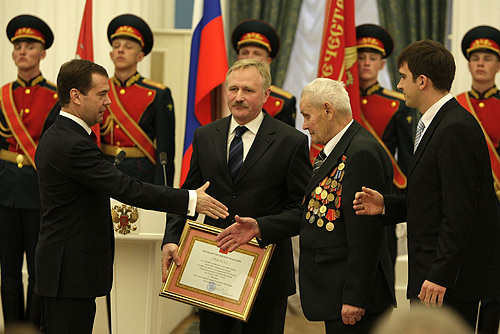
Вручение Грамоты о присвоении городу Вязьме почётного звания «Город воинской славы». 8 мая 2009 года

- Почётное звание Российской Федерации «Город воинской славы» (27 апреля 2009) со вручением грамоты от Президента России — за мужество, стойкость и массовый героизм, проявленные защитниками города в борьбе за свободу и независимость Отечества;
- Общественная награда орден «Великая Победа».

## Население
| 1856    | 1897    | 1913    | 1931    | 1939    | 1959    | 1967    | 1970    | 1976    | 1979    | 1982    | 1986    |
| ------- | ------- | ------- | ------- | ------- | ------- | ------- | ------- | ------- | ------- | ------- | ------- |
| 10 200  | ↗15 600 | ↗30 800 | ↘23 400 | ↗33 774 | ↘31 883 | ↗39 000 | ↗44 145 | ↗50 000 | ↗51 728 | ↗53 000 | ↗56 000 |
| 1987    | 1989    | 1992    | 1996    | 1998    | 2000    | 2001    | 2002    | 2003    | 2005    | 2006    | 2007    |
| ↗57 000 | ↗59 022 | ↗59 900 | ↗60 500 | ↘60 000 | ↘59 200 | ↘58 600 | ↘57 545 | ↘57 500 | ↘56 500 | ↘56 000 | ↘55 500 |
| 2008    | 2009    | 2010    | 2011    | 2012    | 2013    | 2014    | 2015    | 2016    | 2017    | 2018    | 2019    |
| ↘55 100 | ↘54 874 | ↘54 600 | ↗57 100 | ↘56 258 | ↘55 563 | ↘54 754 | ↘54 269 | ↘53 660 | ↘53 117 | ↘52 506 | ↘51 790 |
| 2020    | 2021    | 2022    | 2023    | 2024    |         |         |         |         |         |         |         |
| ↗52 347 | ↘51 950 | ↗52 957 | ↘52 654 | ↘52 347 |         |         |         |         |         |         |         |

На 1 января 2025 года по численности населения город находился на 316-м месте из 1124 городов Российской Федерации.
Национальный состав
По итогам переписи населения 2020 года проживали следующие национальности (национальности менее 0,1 % и другое, см. в сноске к строке «Другие»):
| Национальность | Численность, чел. | Доля     |
| -------------- | ----------------- | -------- |
| Русские        | 46 691            | 89,88 %  |
| Армяне         | 258               | 0,50 %   |
| Украинцы       | 175               | 0,34 %   |
| Белорусы       | 161               | 0,31 %   |
| Азербайджанцы  | 136               | 0,26 %   |
| Таджики        | 113               | 0,22 %   |
| Цыгане         | 107               | 0,21 %   |
| Узбеки         | 64                | 0,12 %   |
| Татары         | 64                | 0,12 %   |
| Другие         | 4181              | 8,04 %   |
| Итого          | 51 950            | 100,00 % |

## Климат
Климат умеренно континентальный, со снежной, умеренно холодной зимой и умеренно тёплым, дождливым летом. По многолетним наблюдениям, средняя температура самого холодного месяца года, января, составляет −8,7 °С, самого тёплого, июля, — +17,2 °С. Среднегодовая температура +4,3 °С, годовая норма осадков — в среднем около 700 мм.
| Показатель                                | Янв.  | Фев.  | Март  | Апр.  | Май  | Июнь | Июль | Авг. | Сен. | Окт.  | Нояб. | Дек. | Год   |
| ----------------------------------------- | ----- | ----- | ----- | ----- | ---- | ---- | ---- | ---- | ---- | ----- | ----- | ---- | ----- |
| Абсолютный максимум, °C                   | 11    | 10    | 17,9  | 25,5  | 31,1 | 32,3 | 37,9 | 38,1 | 29,8 | 25    | 17    | 12   | 38,1  |
| Средний суточный максимум, °C             | −6    | −4,9  | 0,8   | 9,8   | 17,1 | 20,5 | 22,4 | 20,8 | 15,1 | 8,1   | 0,6   | −3,9 | 8,3   |
| Средняя температура, °C                   | −9    | −8,3  | −3    | 5,2   | 11,9 | 15,4 | 17,2 | 15,6 | 10,3 | 4,6   | −1,6  | −6,1 | 4,3   |
| Средний суточный минимум, °C              | −12   | −12,3 | −7    | 0,6   | 6,1  | 9,9  | 11,9 | 10,5 | 5,8  | 1,3   | −4,2  | −9   | 0,1   |
| Абсолютный минимум, °C                    | −41,1 | −36,3 | −34,2 | −21,1 | −5   | −2   | 0    | −1,1 | −7   | −21,1 | −28   | −40  | −41,1 |
| Норма осадков, мм                         | 45    | 33    | 40    | 44    | 68   | 83   | 95   | 87   | 60   | 51    | 48    | 46   | 700   |
| Источник: Climatebase.ru, Weatherbase.com |       |       |       |       |      |      |      |      |      |       |       |      |       |

## Геология
В почве преобладают валунные суглинки, залежи платины, гравийные пески, покровные суглинки, торф, глины. В районе есть месторождения каменной соли, бурого угля, фосфоритов, известняков, доломитов, глины, торфа. Вблизи города также есть крупные разрабатываемые месторождения песка и гравия.

## Экономика
В городе расположены предприятия группы компаний «Вязьма», крупнейшим из которых является АО «Вяземский машиностроительный завод». Номенклатура завода насчитывает более 160 наименований стирального, отжимного, сушильного, гладильного и вспомогательного оборудования.
В ГК «Вязьма» также входит предприятие Вяземский хлебокомбинат. Кроме того, в городе действуют:
- Предприятие «Банкон» — производство металлической упаковки;
- Вяземский щебёночный завод (дочернее предприятие АО «Национальная нерудная компания»);
- Вяземское кожевенное производство Лт;
- Вяземский завод синтетических продуктов;
- косметический цех «Л’Ависсаль»;
- завод по выпуску изделий из пластика ООО «Пластик Репаблик»;
- дочернее предприятие ООО «Русское горно-химическое общество» завод по переработке природного минерала — брусита ООО «Вязьма-Брусит»;
- филиал ОАО «БЭТ» Вяземский завод железобетонных шпал;
- Завод ЖБИ — выпуск железобетонной продукции;
- АО "Вяземский ДСК" — выпуск железобетонной продукции;
- ООО «Лава» — завод по производству полимерной плёнки;
- ЗАО «Технографит» — производство конструкционных изделий из графитовых материалов;
- филиал ПВ ООО "Фирма «Техноавиа» ООО «Вяземская швейная фабрика» — производитель и поставщик спецодежды, спецобуви и защитных средств;
- ООО «Вязьма-Лес» — проектирование, изготовление и монтаж «под ключ» (включая внутренние сети) домов из клеёного бруса;
- Вяземский кирпичный завод — производство полнотелого кирпича марок М-100, М-125, М-150;
- Вяземский машиностроительный завод — производство оборудования для прачечных и химчисток.

Вязьма — крупный транспортный узел Смоленской области, как железнодорожный, так и автомобильный. В городе имеются локомотивное депо, две автоколонны, многочисленные предприятия по обслуживанию железнодорожного и автомобильного транспорта. Действует несколько десятков автобусных маршрутов.

### Железнодорожный транспорт
Вязьма — узловая железнодорожная станция Смоленского (Белорусского) направления Московской железной дороги. На станции останавливаются все поезда дальнего следования, идущие по Смоленскому ходу. Конечными пунктами проходящих через город поездов являются: Минск, Брест, Могилёв, Гомель, Гродно и Полоцк в Беларуси; Москва, Смоленск, Архангельск, Новосибирск, Калининград, Санкт-Петербург в России; Варшава, Прага, Париж, Ницца — в Европе.
В 2014 году на маршруте Москва — Смоленск запущены скоростные поезда «Ласточка» с остановками на станциях Можайск, Гагарин, Вязьма, Сафоново, Ярцево. Время в пути от Вязьмы до Москвы занимает 2 часа 28 минут, от Вязьмы до Смоленска — 1 час 48 минут.
Станция является конечной для электропоездов от/до Можайска и от/до Бородино (состыкованы с электропоездами из/на Москву в Можайске/Бородино), на Смоленск, а также дизель-поездов: на Ржев, на Калугу (согласованный поезд с пересадкой на станции Износки) и на Фаянсовую ежедневно. Ранее было несколько пар прямых пригородных электропоездов от Москвы, разбиты по Можайску/Бородино/Гагарину из-за превышения лимита в 200 км для пригородных поездов.

## Культура
Город имеет свою гастрономическую достопримечательность — вяземские пряники.

### Монастыри и храмы
- Церковь во имя Рождества Пресвятой Богородицы. В основной части этого здания расположился историко-краеведческий музей. Здесь представлены экспонаты, освещающие историю города с древнейших времён до середины XX века. Экспозиция рассказывает об археологических находках, Отечественной войне 1812 года, вяземских храмах, дворянском, купеческом и крестьянском быте, богатой театральной истории города, а также о событиях Великой Отечественной войны и послевоенном быте вязьмичей. В музее представлены личные вещи композитора А. С. Даргомыжского, актёров Николая Плотникова, Людмилы Касаткиной и Анатолия Папанова, командарма генерал-лейтенанта М. Г. Ефремова.
- Иоанно-Предтеченский монастырь, в том числе Церковь во имя Смоленской иконы Божией Матери Одигитрии (XVII в.)
- Троицкий собор (XVII век) с Аркадиевской часовней (2009)
- Аркадьевский монастырь (храм Спаса Всемилостивого, святые врата, богадельня, просфорня, башня ограды).
- Спасская башня (единственное уцелевшее строение Вяземской крепости XVII века, принадлежавшее позже Аркадьевскому монастырю). Восстановлена в 1830-е годы по личному распоряжению императора Николая Первого, деньги были выделены городским головой И. П. Нероновым[8].
- Церковь Петра и Павла. Расположена на улице III Интернационала. Кирпичная церковь была возведена в 1805 г. крепостными зодчими помещика И. И. Барышникова Я. Ждановым и Д. Поляковым в стиле классицизма[8].
- Екатерининская церковь (XVIII век).
- Спасо-Преображенская церковь (XVIII век). Построена в 1736 году в стиле барокко, позже в 1763 году к церкви пристроены трапезная с крыльцом и ограда[8].
- Введенская церковь (XVIII век).
- Церковь Рождества Христова (Ямская) (XVIII век). Находится на улице Ямской (быв. Карла Маркса). Воздвигнута в 1763 г. в стиле барокко[8].

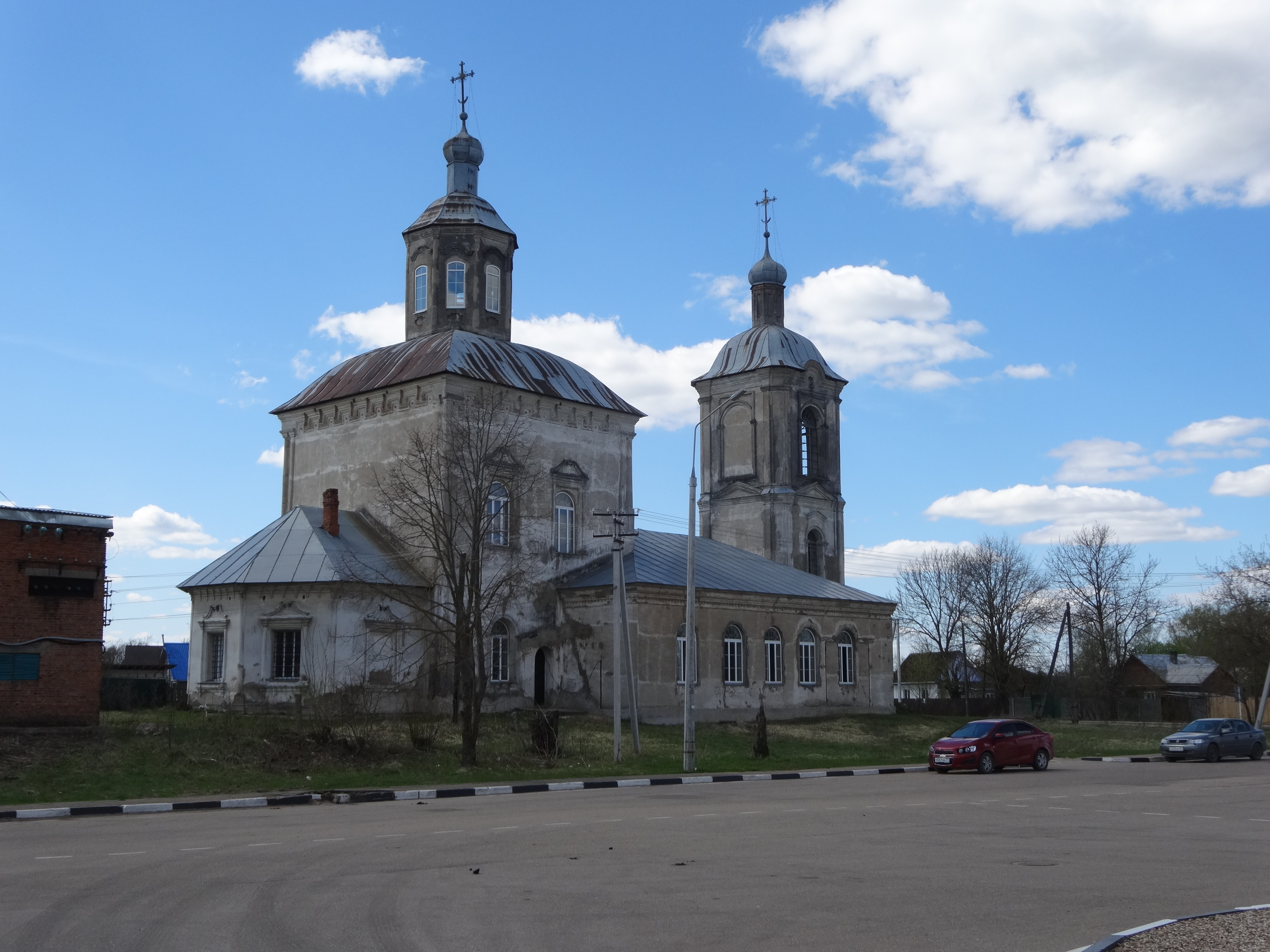
Церковь Рождества Христова (Ямская)
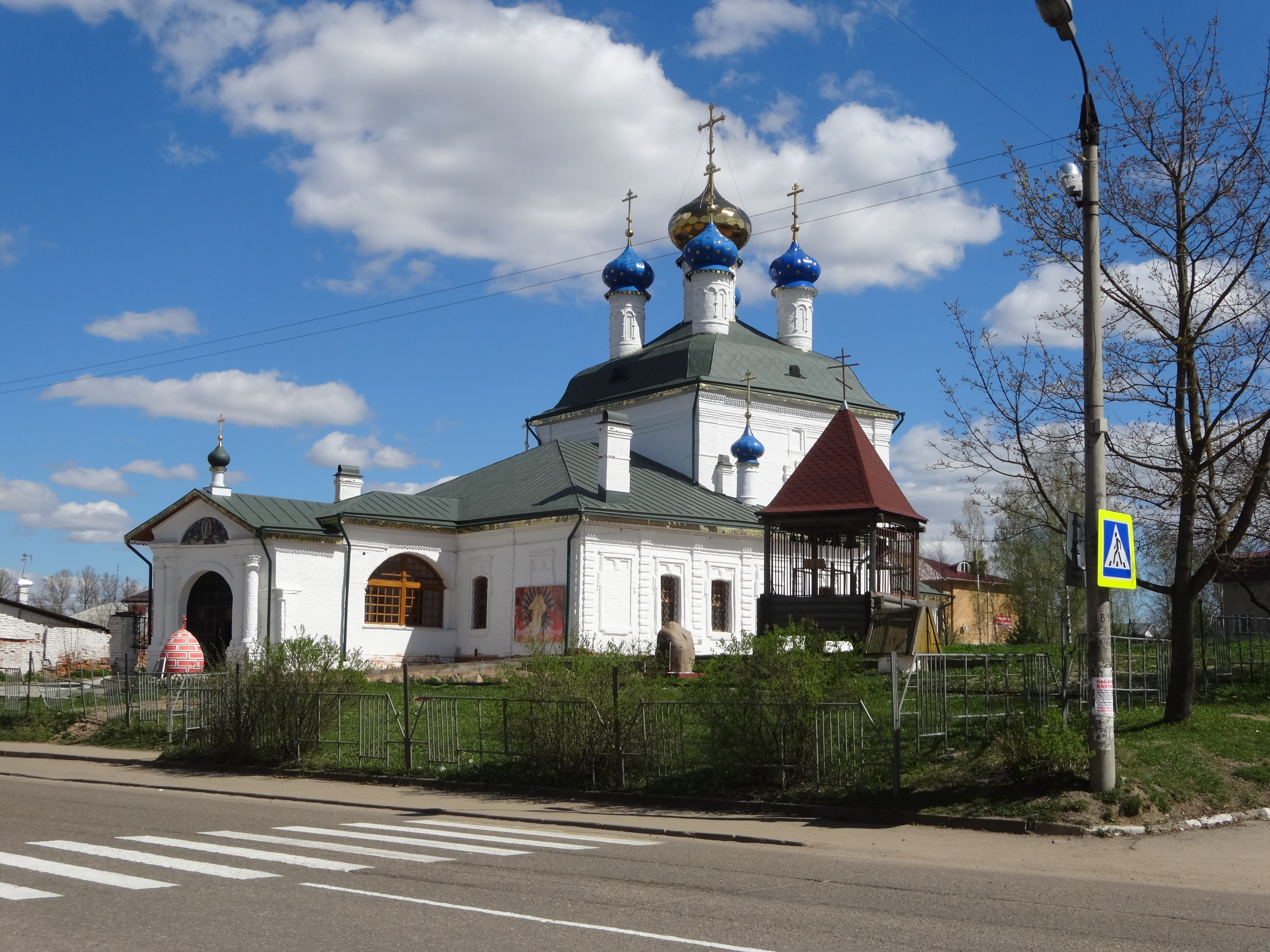
Церковь Спаса Преображения
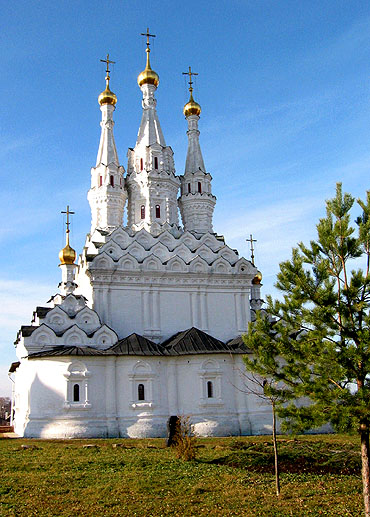
Церковь Одигитрии Смоленской в Иоанно-Предтеченском монастыре
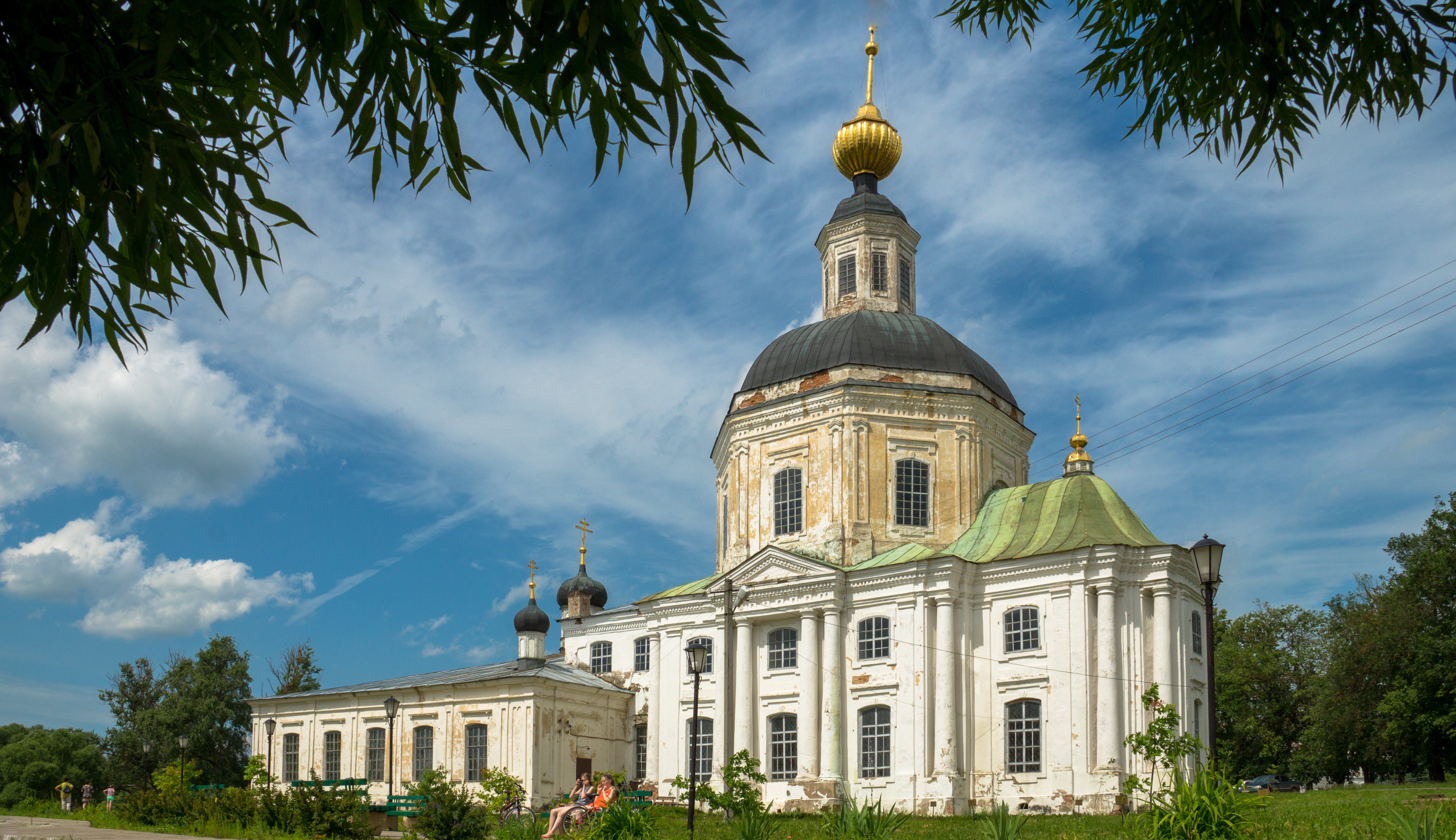
Церковь Рождества Пресвятой Богородицы
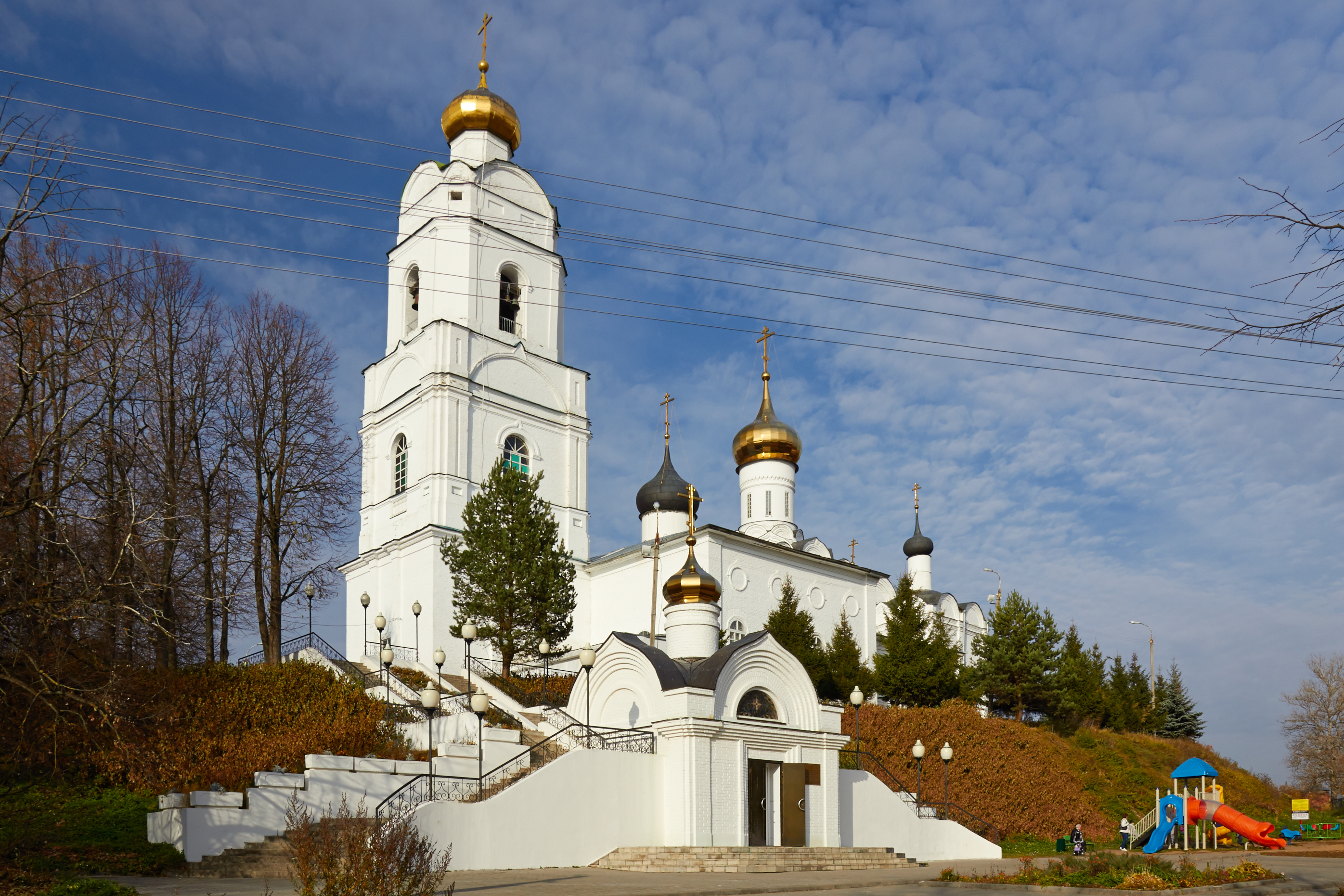
Троицкий собор
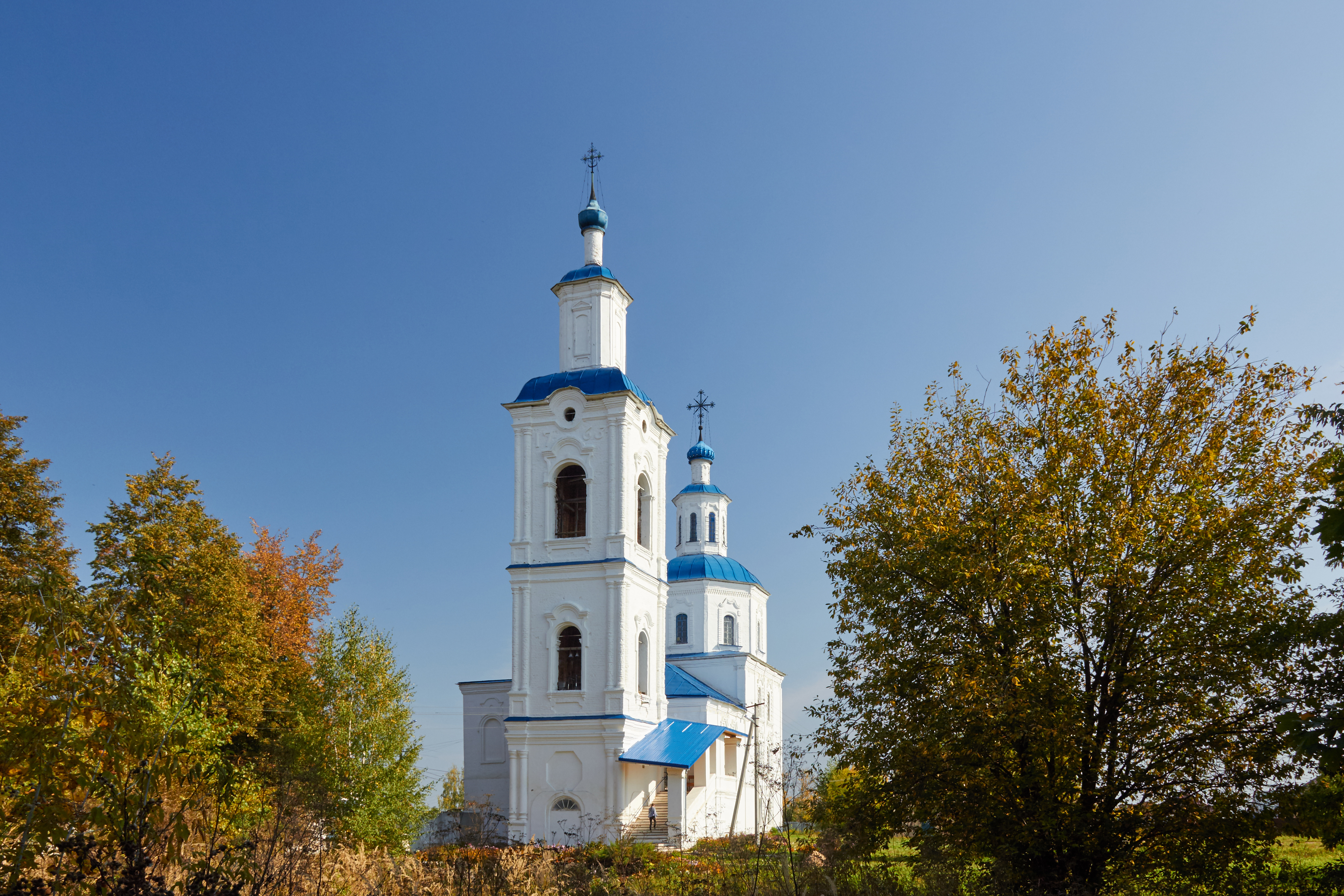
Введенская церковь

### Памятники
- Памятник Борису Годунову (скульптор Парфенов А.С.), открыт 27 октября 2023 года, подарен городу меценатом в честь 425-летия восшествия Бориса Годунова на престол. На 2023 год первый и единственный в России (предположительно и в мире) памятник Борису Годунову.
- Памятник защитникам Отечества 1941—1945; 1914—1918 (скульптор А. Ромашевский), установлен в 2020 году.
- Памятник-самолёт МиГ-17, на котором С. Савицкая проходила переподготовку, установлен в 1984 году.
- Памятники в честь Отечественной войны 1812 года: памятник «Доблестным предкам» героям 1812 года и памятник Перновскому полку (деньги на его сооружение были собраны военнослужащими полка в 1912 году. Установлен в 1912 году, разрушен в 1920-х годах, восстановлен заново в 1962 году).
- Памятник Карлу Марксу, установлен в 1959 году.
- Памятник командующему 33-й армией генерал-лейтенанту М. Г. Ефремову (скульптор Е. В. Вучетич).
- Памятник В. И. Ленину.
- Памятник-бюст адмиралу Павлу Степановичу Нахимову.
- Памятник Св. Герасиму Болдинскому в Иоанно-Предтеченском монастыре (скульптор И. Чумаков).
- Стела «Город воинской славы» (открыта 12 июня 2011 года)
- Памятник Анатолию Дмитриевичу Папанову, актёру театра и кино, народному артисту СССР (открыт 31 октября 2012 года, в день 90-летия со дня рождения артиста. (Скульптор И. Н. Чумаков).
- Памятник Михаилу Афанасьевичу Булгакову (открыт 14 октября 2012 года)
- Памятник Максиму Ивановичу Горецкому белорусскому писателю, расстрелянному в Вязьме 10 февраля 1938 году.
- Памятник Александру Сергеевичу Даргомыжскому (открыт 26 мая 2013 года, в рамках празднования 200-летнего юбилея композитора. Скульптор И. Н. Чумаков[42])
- Мемориал советским военнопленным, погибшим в немецком пересыльном лагере «Дулаг-184».
- Памятник-бюст атаману Всевеликого войска Донского, герою Отечественной войны 1812 года Матвею Ивановичу Платову (1753 - 1818) установили 2 ноября 2018 года на территории Первого казачьего университета.

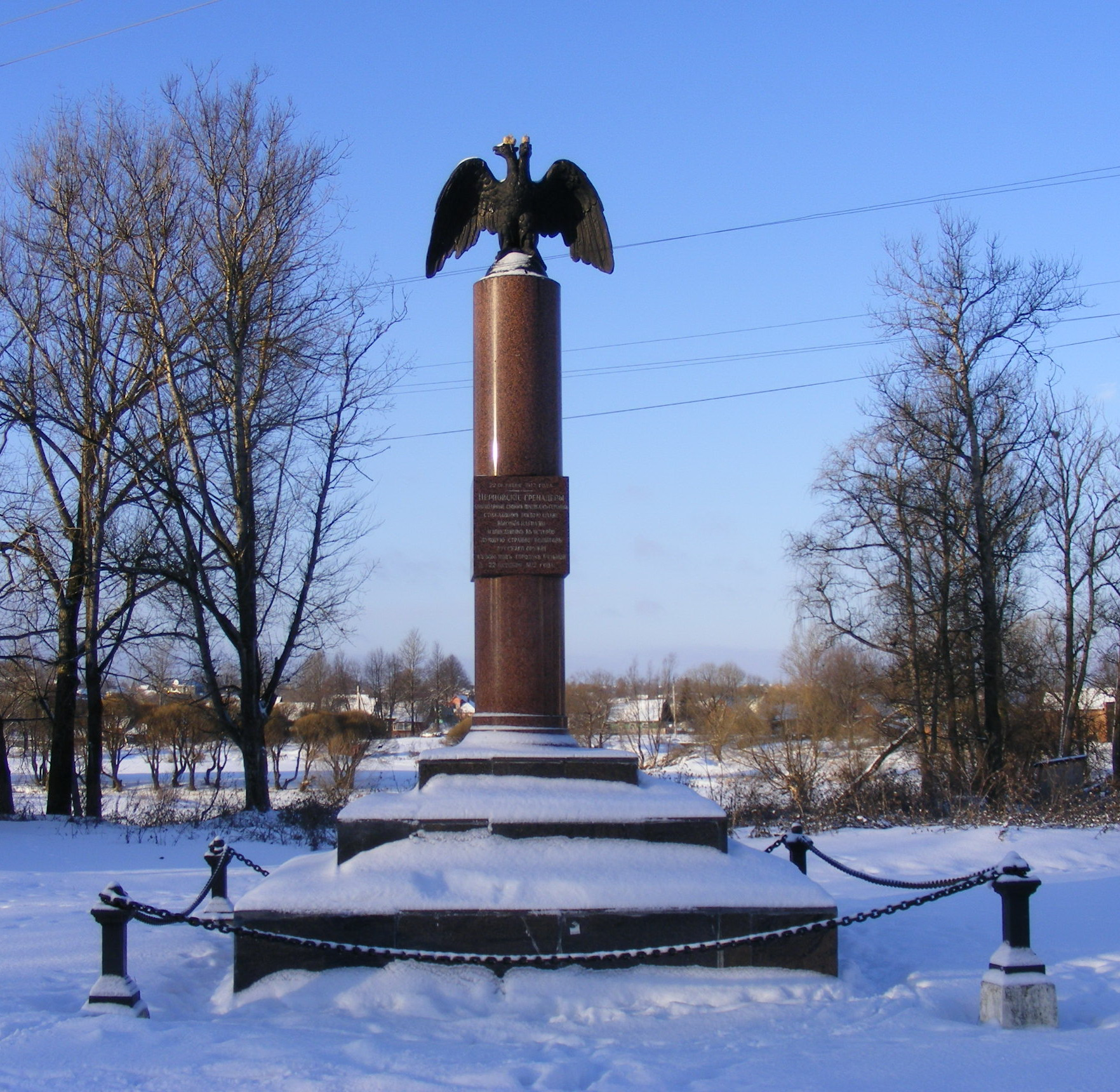
Памятник Перновскому полку
Памятник генералу М. Г. Ефремову
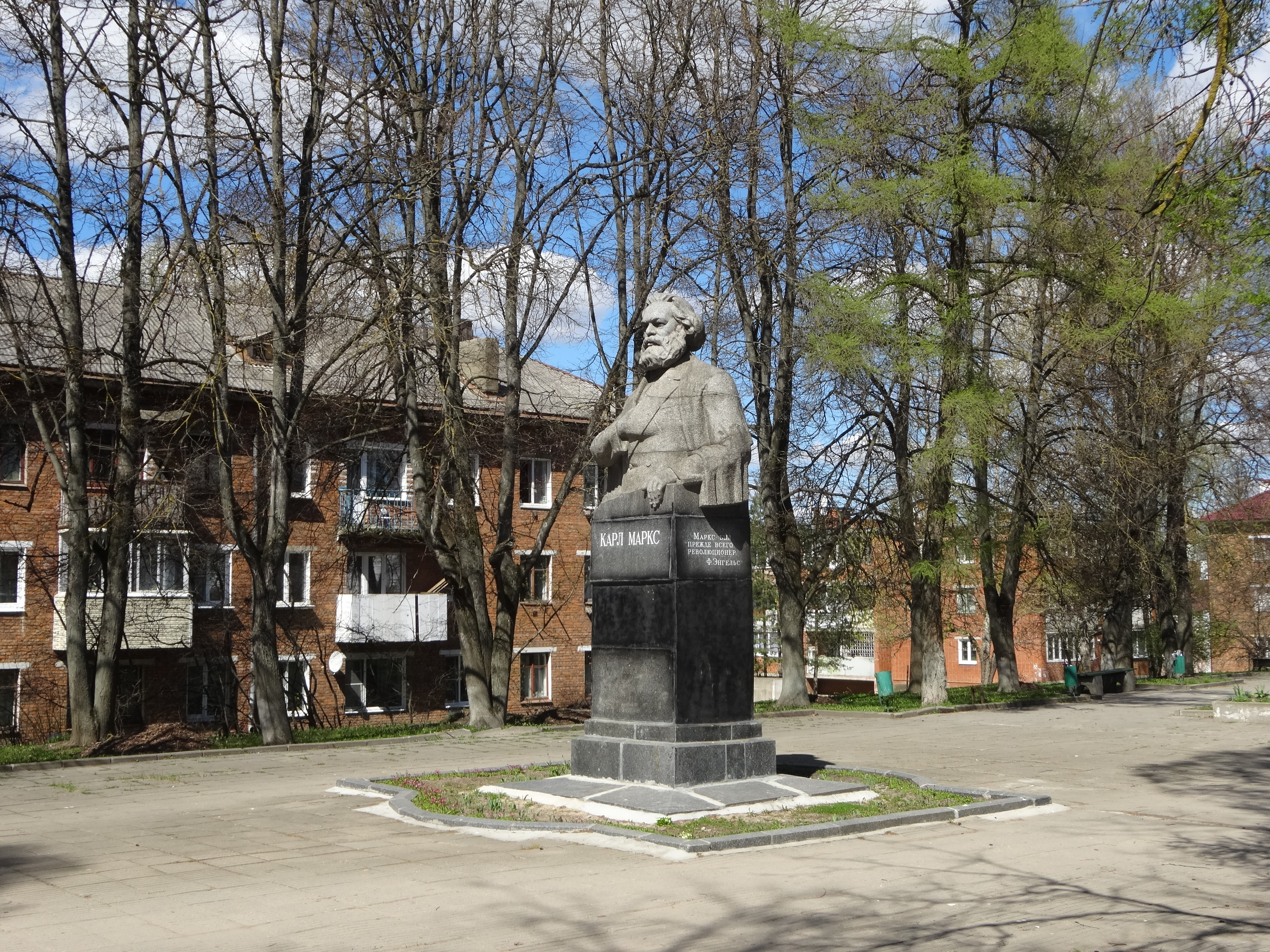
Памятник Карлу Марксу
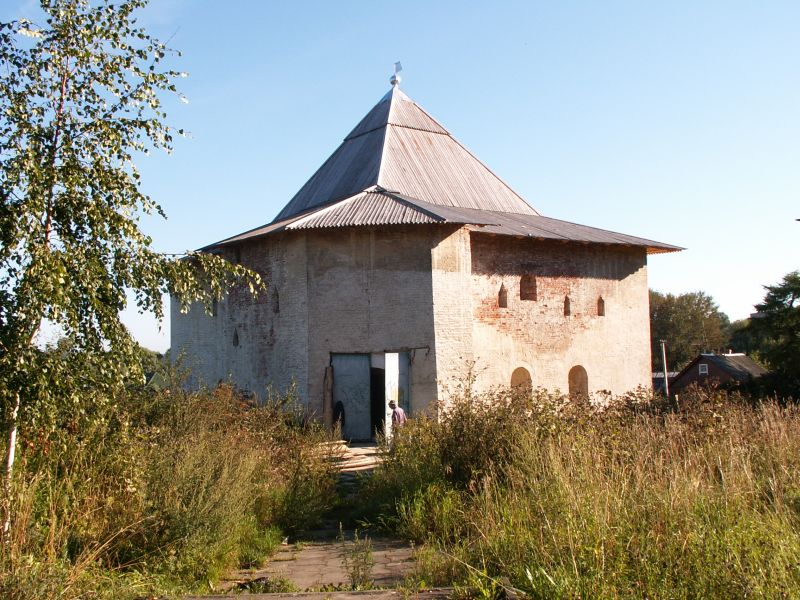
Спасская башня
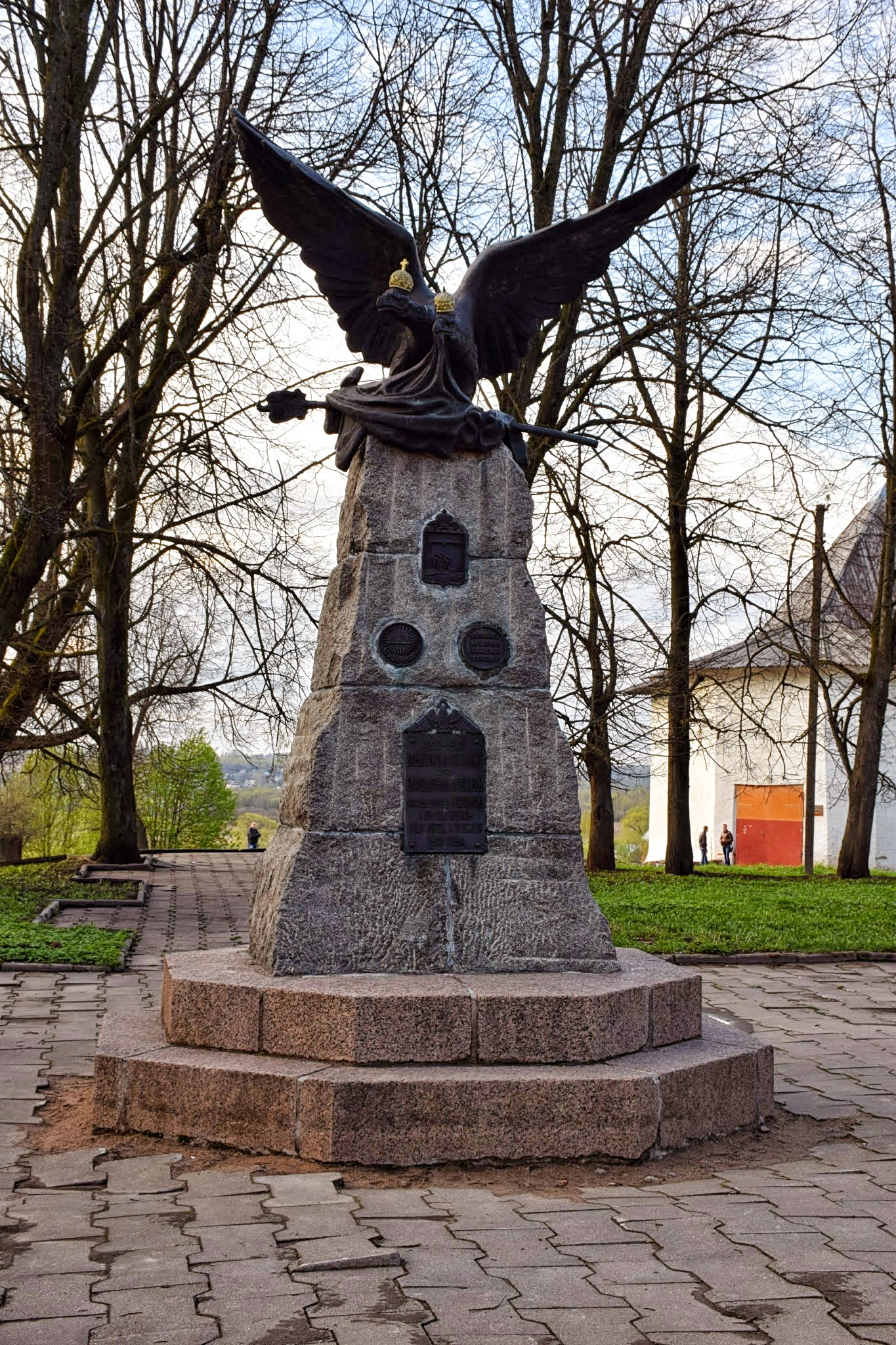
Памятник «Доблестным предкам»
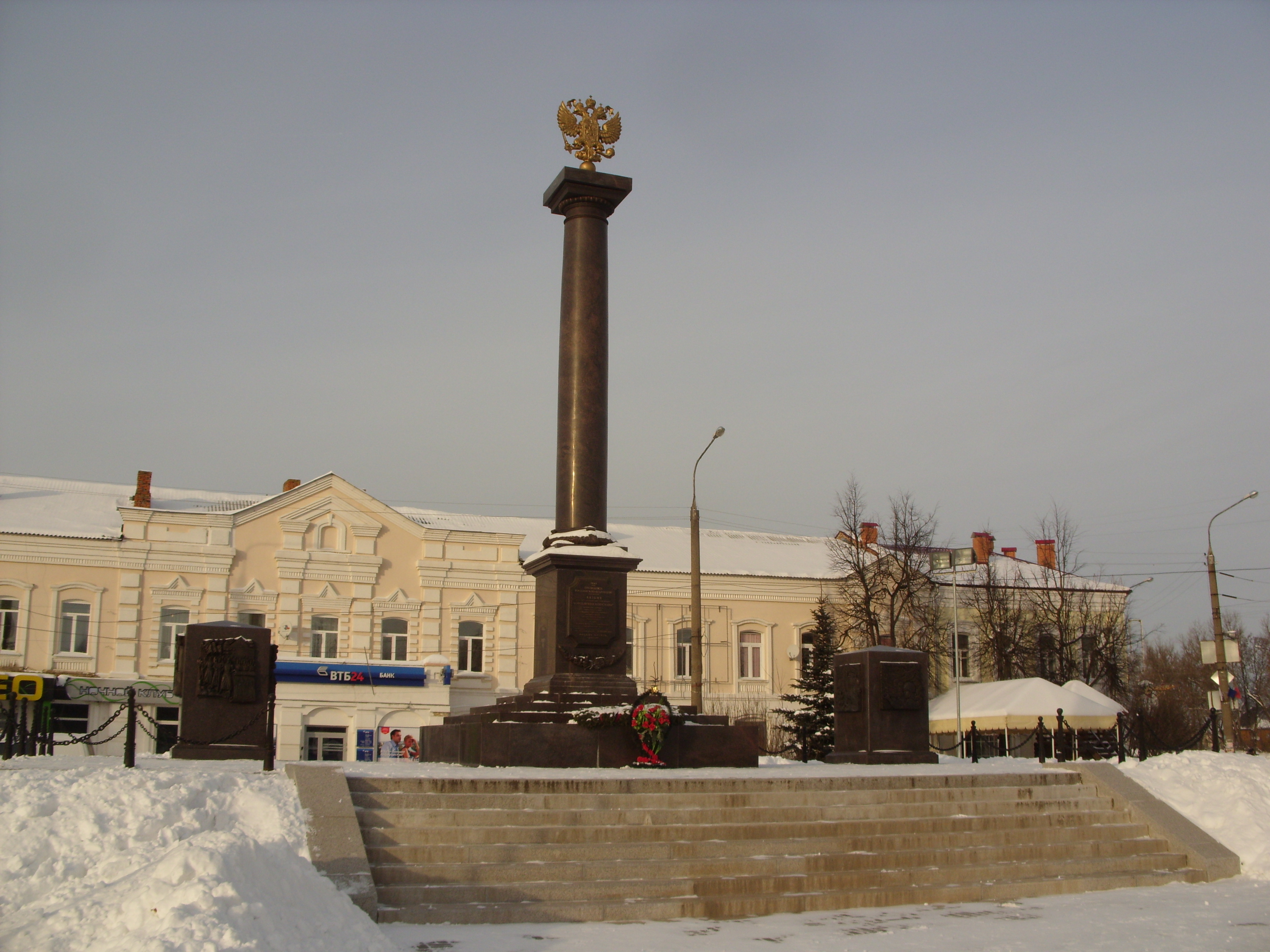
Стела «Город воинской славы»
Мемориал советским военнопленным
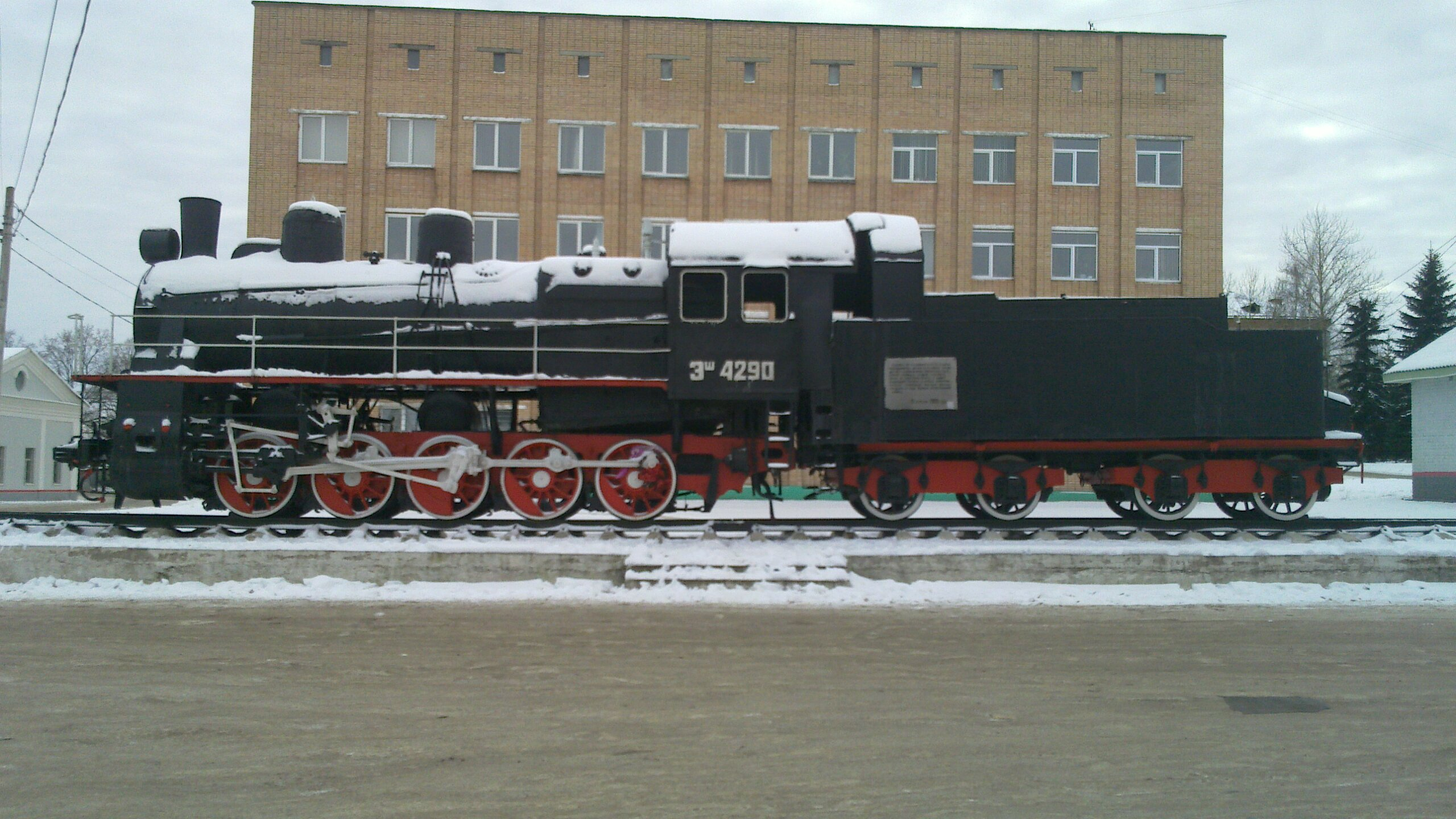
Паровоз-памятник Эш-4290
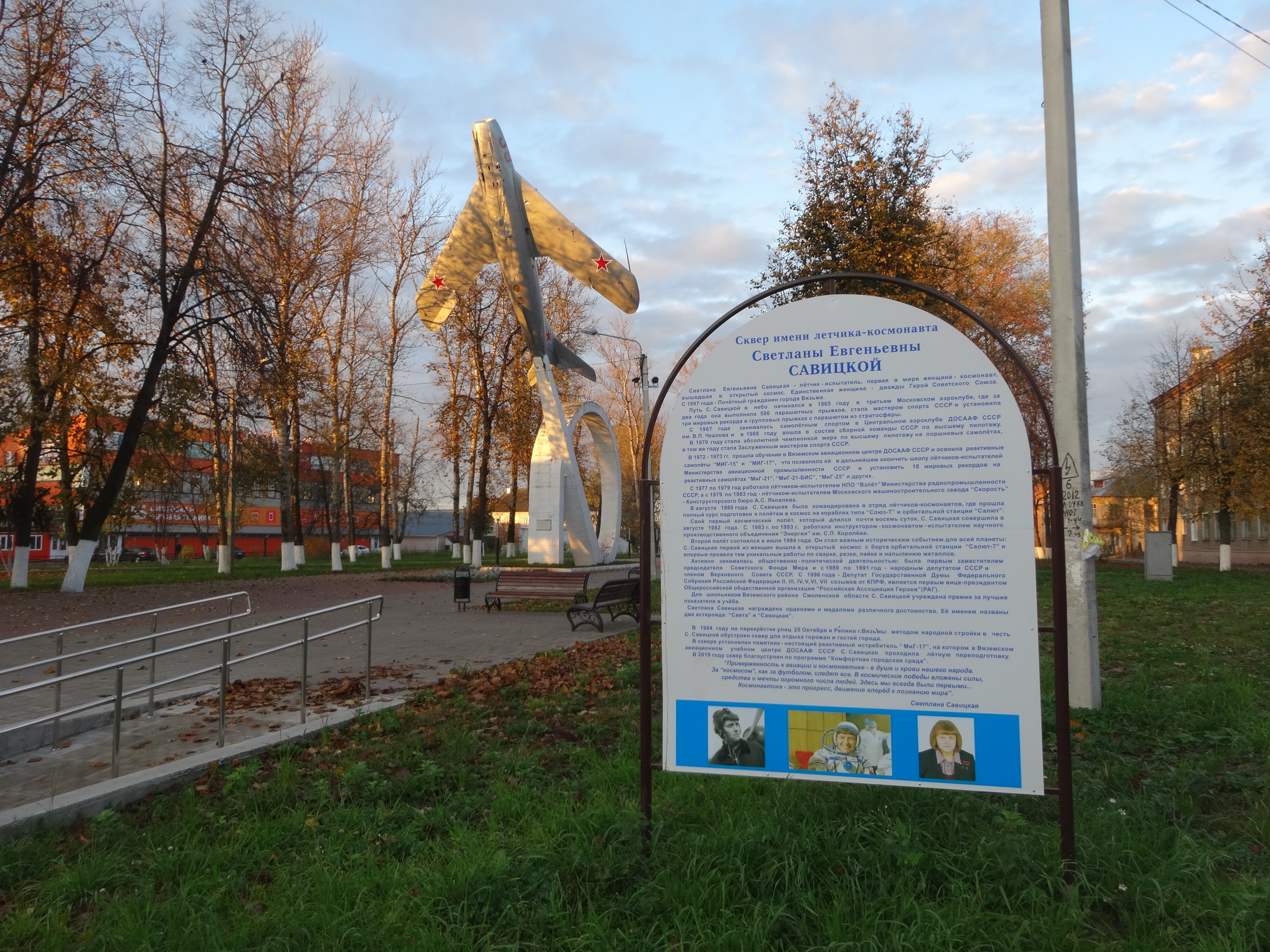
Сквер имени лётчика-космонавта Савицкой Светланы Евгеньевны. Самолет-памятник МиГ-17, дважды Героя СССР Савицкой С. Е.
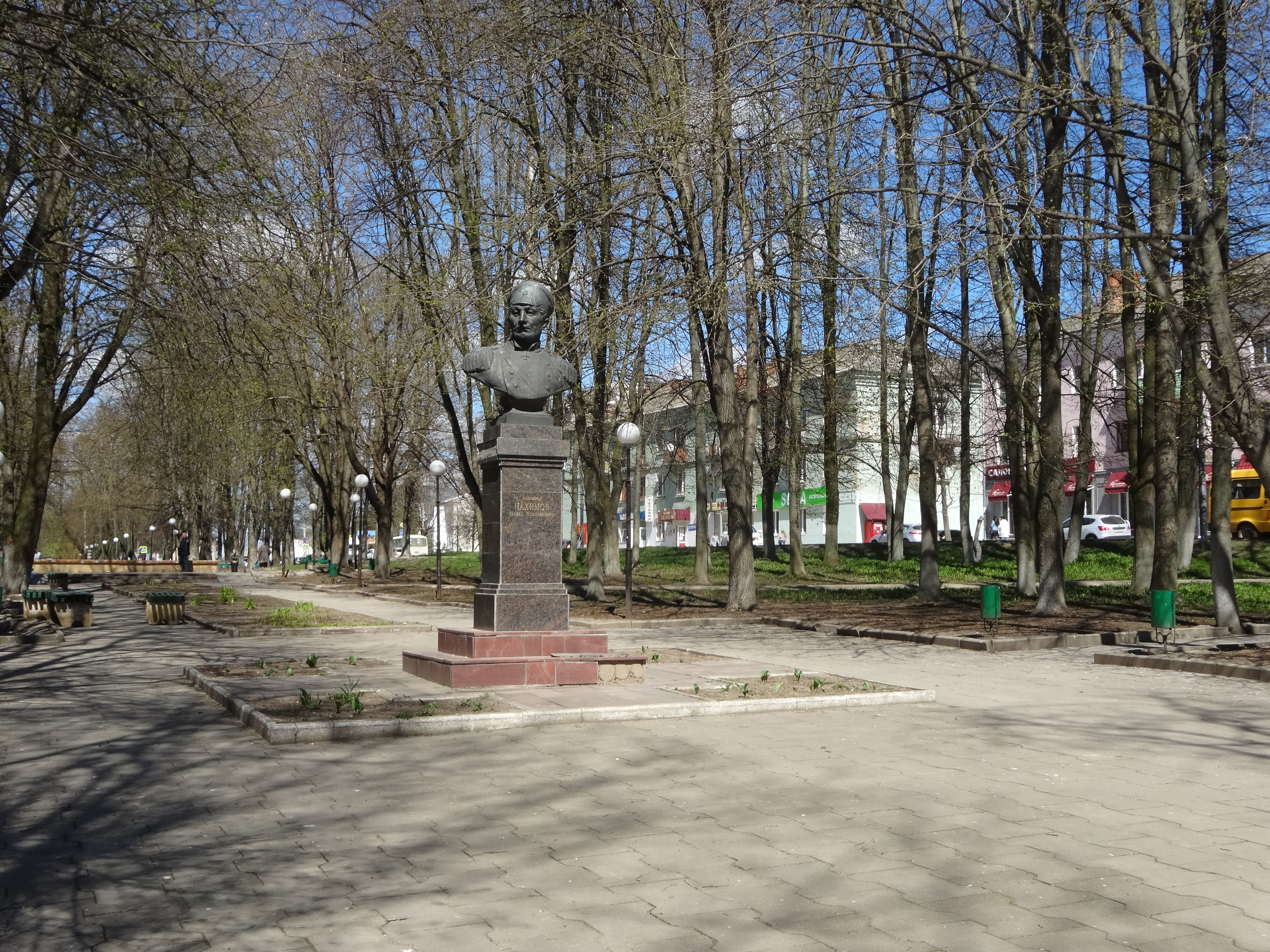
Памятник адмиралу Нахимову
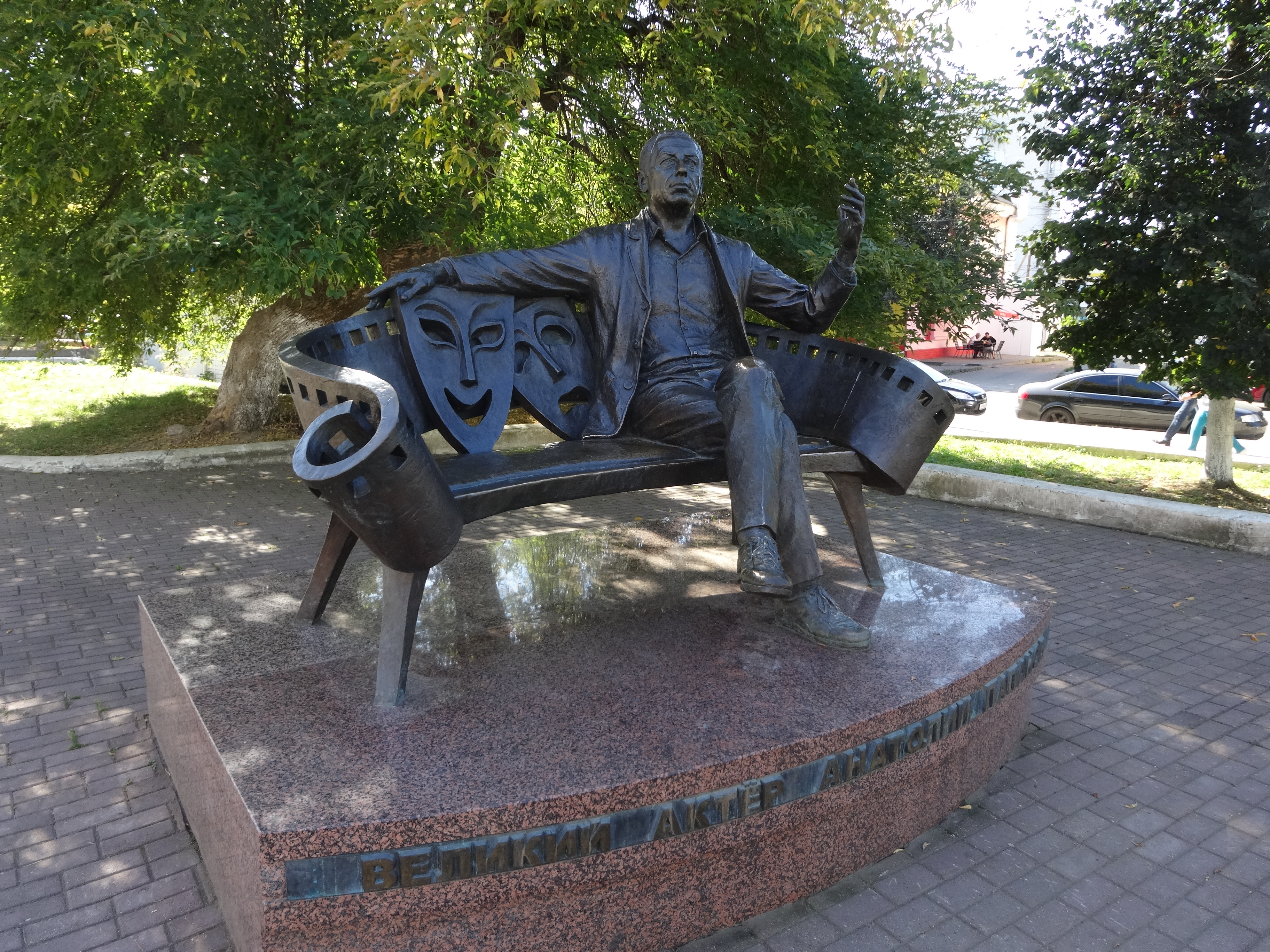
Памятник А. Д. Папанову. Скульптор И. Чумаков
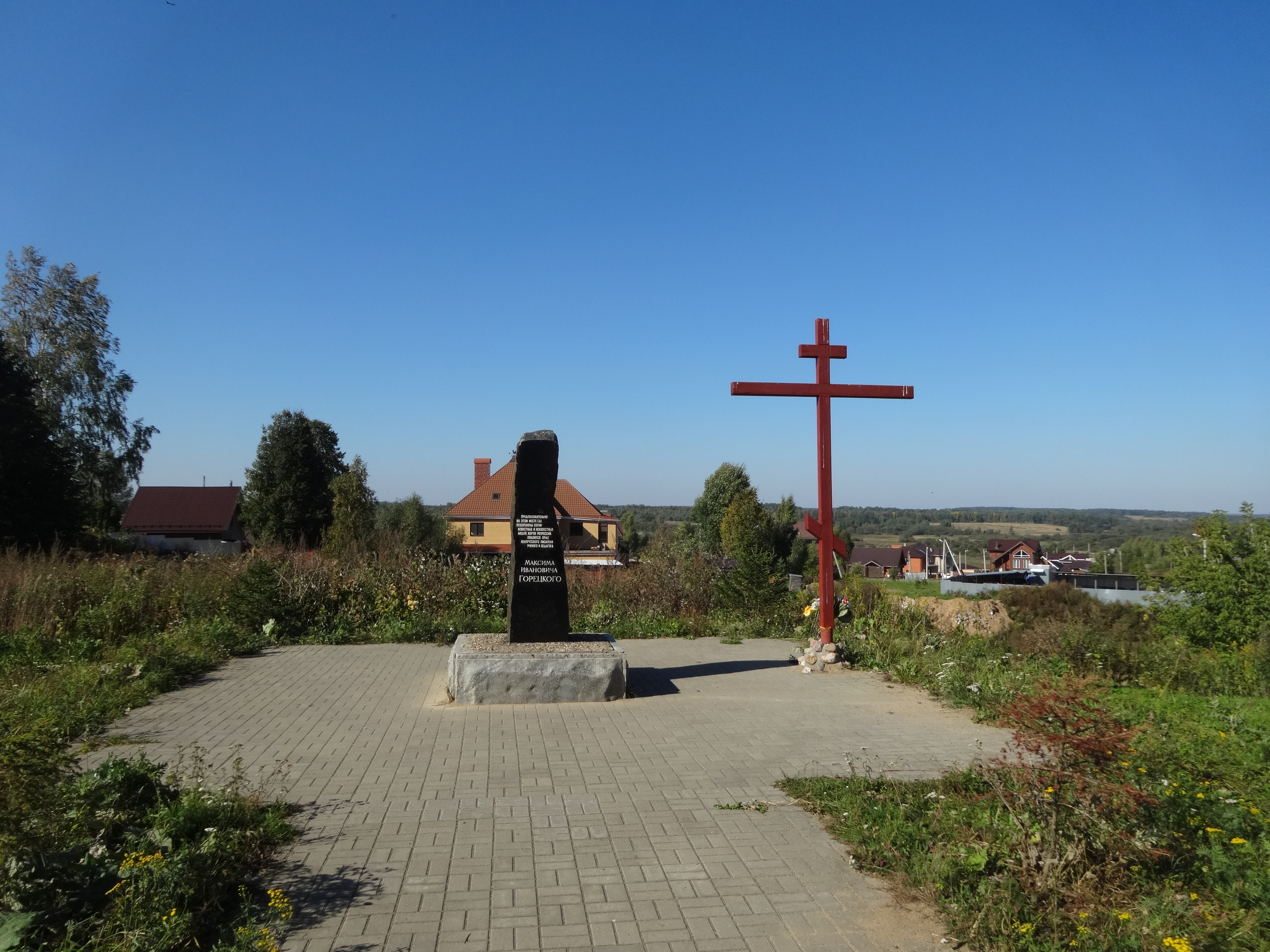
Памятный знак М. И. Горецкому и жертвам политических репрессий, установлен в 1993 году
Памятник Александру Сергеевичу Даргомыжскому

### Образование
В городе имеются вузы, заведения среднего специального образования, школы. Среди них:
- СОГБПОУ Вяземский политехнический техникум (бывш. Вяземский машиностроительный техникум),
- Вяземский филиал Российской международной академии туризма (ВФ РМАТ), закрыт в 2015 году,
- Смоленский казачий институт промышленных технологий и бизнеса (филиал) ФГБОУ ВО "МГУТУ имени К. Г. Разумовского (ПКУ),
- Вяземский филиал Московского государственного индустриального университета (ВФ ГОУ МГИУ), закрыт в 2014 году,
- Вяземский филиал Смоленского гуманитарного университета, закрыт в 2014 году,
- Вяземский железнодорожный техникум (бывшее ГПТУ № 5),
- 10 средних школ,
- 1 вечерняя школа,
- Вяземская специальная (коррекционная) общеобразовательная начальная школа — детский сад «Сказка» IV вида,
- Вяземский медицинский колледж имени Е. О. Мухина,
- Детская школа искусств имени А. С. Даргомыжского.
- Детская художественная школа имени А. Г. Сергеева

В городе действует Вяземский аэроклуб, с которым связано много страниц советской и российской авиации. Здесь проходила лётную практику лётчик-космонавт, дважды герой Советского Союза Светлана Савицкая. Сегодня в аэроклубе базируется эскадрилья «Русь». Имеется команда КВН «Ананас» (все из Вяземского филиала МГУТУ им. К. Г. Разумовского), играющая в Высшей лиге КВН. В 2012 году команда вышла в 1/4 финала Высшей лиги Международного союза КВН.

### Спорт
Футбольный клуб университета МГИУ — ФК «ВФ МГИУ». В 2009 году успешно дебютировал в 1 лиге Смоленской области по футболу. Чемпион города по футболу 2009. Бронзовый призёр чемпионата области по мини-футболу 2009—2010. Победитель турнира «Подснежник»-2010.Чемпион Смоленской области 2014 года.
Футбольный клуб города — ФК «Вязьма». Выступает в чемпионатах области по футболу и мини-футболу.

### СМИ

#### Печатные издания
- «Мой город — Вязьма»
- «Вяземский вестник»
- «Авось-ка»
- «Строчка в точку»
- «Вяземские ведомости»

Электронные периодические издания:
- «Вяземский курьер»

#### Телевидение
- 31 ТВК (554 МГц) — РТРС-2 (второй мультиплекс)
- 58 ТВК (770 МГц) — РТРС-1 (первый мультиплекс)

#### Радиостанции
- 69.20 — «Радио России» / «ГТРК Смоленск» (Передатчик отключён 8.10.2020 г.)
- 88.30 — «Радио Вера»
- 89.80 — «Радио для двоих»
- 99.30 — «Love Radio»
- 100.2 — «Русское радио»
- 100.7 — «Радио Ваня»
- 101.3 — «Ретро FM»
- 102.2 — «Авторадио»
- 103.2 — «Дорожное радио»
- 104.6 — «Радио Маяк» (вещало с 01.11.10 по 31.12.18 г.)
- 105.2 — «Европа Плюс»
- 105.9 — «Радио России» / «ГТРК Смоленск» (С 8.10.2020 г.)
- 106.7 — «Маруся FM»

## Персоналии

### Герои Первой мировой войны
- Михаил Васильевич Алексеев

### Герои Советского Союза
Вязьма дала Союзу 11 Героев
- Андреев, Николай Михайлович

### Градоначальники Вязьмы
Главой муниципального образования «Вяземское городское поселение» с 2014 года является Александр Аркадьевич Григорьев.
| Фамилия, Имя Отчество               | Годы жизни                                              | Должность                                                                               | Период руководства                               | Принадлежность руководства |
| ----------------------------------- | ------------------------------------------------------- | --------------------------------------------------------------------------------------- | ------------------------------------------------ | -------------------------- |
| Неронов, Исидор Петрович            | последняя половина XVI века - первая половина XVII века | Городской голова                                                                        | первая половина XVII века                        | Российская империя         |
| нет данных                          | нет данных                                              | нет данных                                                                              | первая половина XVII века - 19 декабря 2011 года | нет данных                 |
| Семейкин, Виктор Иванович           | род. 1959                                               | Глава Администрации Вяземского городского поселения                                     | 19 декабря 2011 — 26 апреля 2012                 | Российская Федерация       |
| Клименков, Александр Константинович | род. 1952                                               | Глава Администрации Вяземского городского поселения                                     | 26 апреля 2012 — 1 июля 2014                     | Российская Федерация       |
| Григорьев, Олег Станиславович       | нет данных                                              | Глава муниципального образования "Вяземское городское поселение" на непостоянной основе | 1 января 2005 — 1 июля 2014                      | Российская Федерация       |
| Григорьев, Александр Аркадьевич     | род. 1963                                               | Глава муниципального образования "Вяземское городское поселение"                        | 1 июля 2014 — по настоящее время                 | Российская Федерация       |

### Прочее
- Папанов, Анатолий Дмитриевич — выдающийся советский артист театра и кино, участник Великой Отечественной войны. Родился в Вязьме 31 октября 1922 года.
- Касаткина Людмила Ивановна - Народная артистка СССР.
- Азольский Анатолий Алексеевич - актер.
- Савицкая Светлана Евгеньевна - Дважды Герой Советского Союза, летчик-космонавт, депутат государственной Думы РФ. родилась в Вязьме 8 августа 1948 года.
- Наде́жда Васи́льевна Румя́нцева (9 сентября 1930, деревня Потапово, Вяземский район, Смоленская область, СССР — 8 апреля 2008, Москва, Россия) — советская и российская актриса; народная артистка РСФСР (1991).

## Нумизматика и филателия
8 мая 2019 года Банк России выпустил в обращение памятную монету из недрагоценного металла номиналом 10 рублей «г. Вязьма, Смоленская область» серии «Древние города России» (каталожный № 5714-0063).

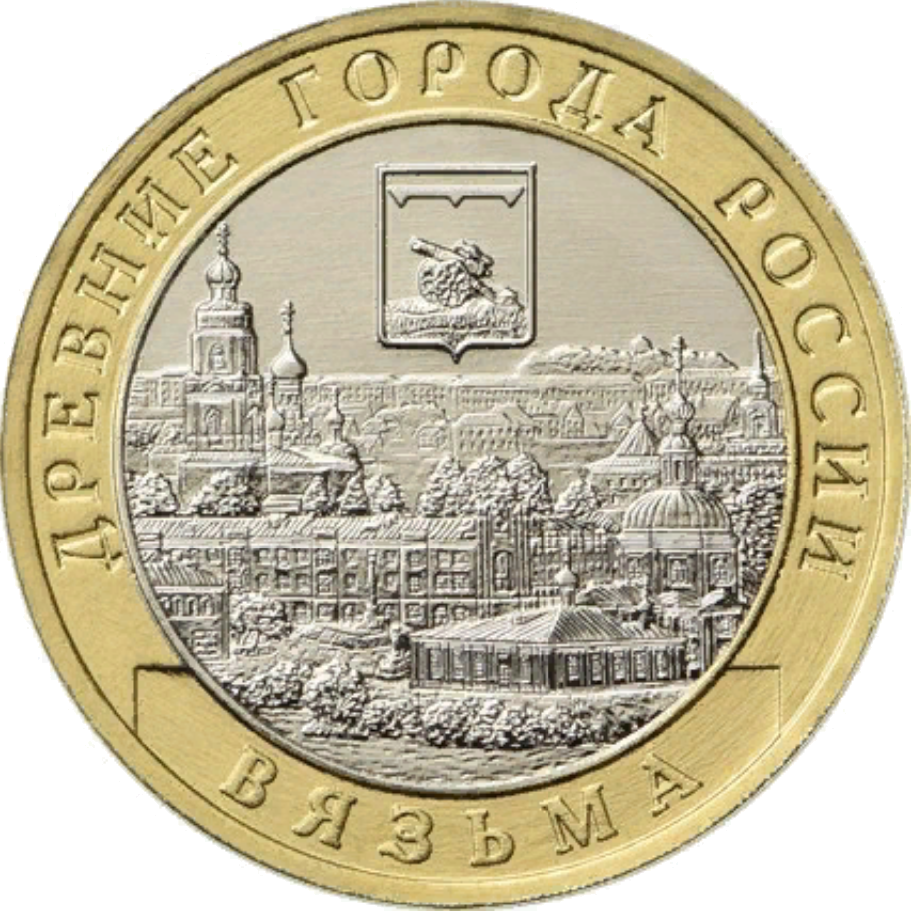
Монета Банка России — 10 рублей, реверс. Серия: Древние города России. Г. Вязьма, Смоленская область. Сталь плакированная никелем и латунью.
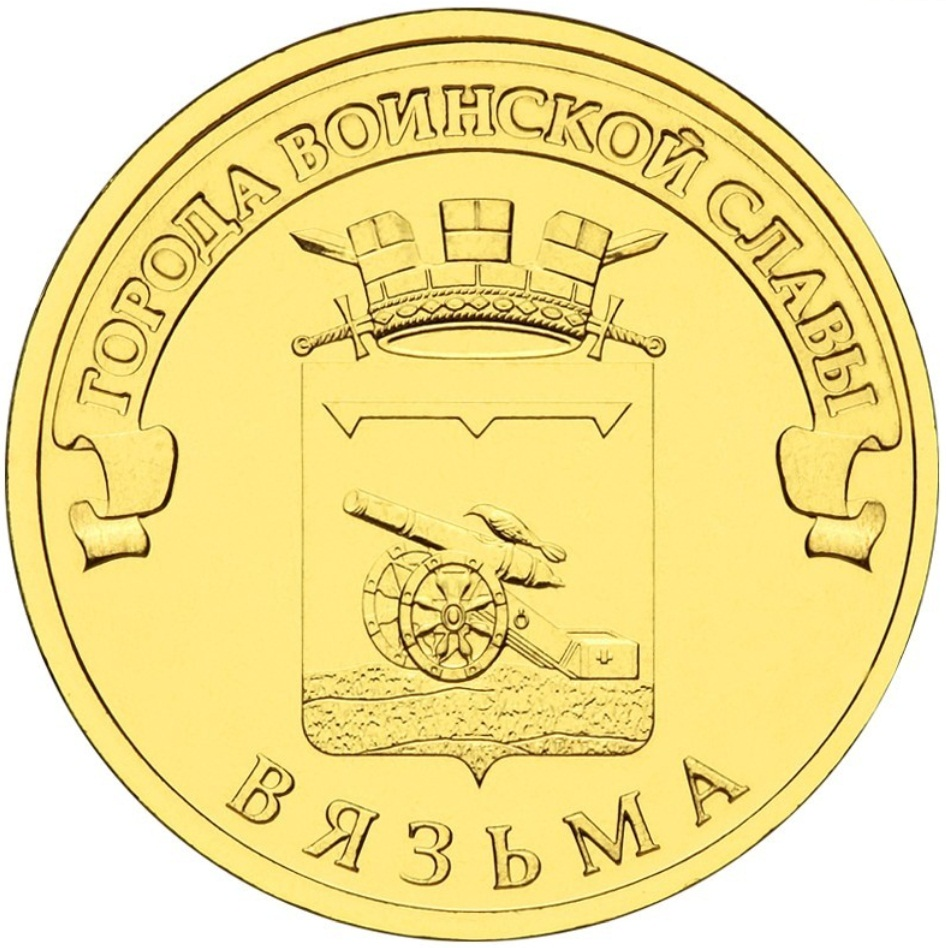
Памятная монета Банка России номиналом 10 рублей (2013) из серии «Города воинской славы»
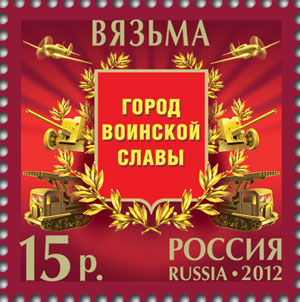
Картуш, посвящённый боевым подвигам советских войск под г. Вязьма, на котором изображены: — 45-мм противотанковая пушка образца 1942 года (М-42); — гусеничный тягач СТЗ-5-НАТИ; — истребитель Як-7. Марка России 2012.

## Города-побратимы
- Орша, Беларусь[46][47][первичный источник].
- Малоярославец, Россия[48][первичный источник].